# Pseudotiara
Pseudotiara is een geslacht van neteldieren uit de  familie van de Bythotiaridae.

## Soorten
- Pseudotiara octonema Xu, Huang & Guo, 2008
- Pseudotiara tropica (Bigelow, 1912)